# Snoozer
『snoozer』（スヌーザー）は、1997年4月から2011年6月までリトルモアによって発行されていたポピュラーミュージックマガジン（音楽雑誌）。

## 概要
元『rockin'on』副編集長の田中宗一郎が創刊当時から編集長を務めた。隔月刊。
隔月刊誌であるという事情もあるが、恒期的に発行される日本の音楽雑誌の中では一二を争うボリュームを持つ。寸法の大きい誌面ではサイズの大きい写真と、文章量の多いインタビュー記事が特徴。編集部の事情により、たびたび発売日が遅れる。また、毎号ページ数が大きく変わることも特徴（ページ数が多い号も少ない号も、定価は変わらない）。
基本的に編集長である「田中宗一郎による田中宗一郎の雑誌」というスタンスをとっているため、編集員は時期によって大きく変化する。また、記事によってそれに沿ったライターを招聘・起用することも多い。
2011年6月発行の8月号（第86号）で終刊。

## 内容の特徴
基本的なスタンスは「ポピュラーミュージックマガジン」であり、ロック・ポップスに限らず、編集長の独断と偏見によって載るミュージシャンは変化する。
毎号大きな特集記事を立てて誌面を構成するのが特徴で、それにそったランキング記事などは誌面上の目玉である。インタビュー記事ではマーケティングやミュージシャンのアティチュードの是非にまで及ぶ、突っ込んだ取材を行うことが最大の特徴であり、売りとなっている。

## 表紙となったミュージシャン
- オアシス
- ザ・ビートルズ
- レディオヘッド
- スーパーグラス
- thee michelle gun elephant
- エイフェックス・ツイン
- ベック
- アンダーワールド
- U2
- SUPERCAR
- ビースティ・ボーイズ
- くるり
- プライマル・スクリーム
- ザ・ストロークス
- R.E.M.
- スーパー・ファーリー・アニマルズ
- アークティック・モンキーズ
- t.A.T.u.
- MIKA

他多数

## 寄稿したライター・作家
- 野田努
- 鹿野淳
- 久保憲司
- 岡村詩野
- 萩原麻理
- 村圭史
- 小野島大
- 木下充
- 田中亮太
- 唐沢真佐子
- 坂本麻里子

他多数